# O Molinet
O Molinet (en francès Moulinet) és un municipi francès situat al departament dels Alps Marítims i a la regió de Provença – Alps – Costa Blava.

## Demografia
| 1962                                       | 1968 | 1975 | 1982 | 1990 | 1999 | 2006 |
| ------------------------------------------ | ---- | ---- | ---- | ---- | ---- | ---- |
| 286                                        | 265  | 220  | 164  | 193  | 249  | 223  |
| Des de 1962: població sense dobles comptes |      |      |      |      |      |      |

## Administració
| Període   | Identitat      | Partit |
| --------- | -------------- | ------ |
| 1977-2001 | Charles Alessi |        |
| 2001-2008 | Alain Blanc    |        |
| 2008-     | Guy Bonvallet  |        |